# Günther Sabetzki
Günther Sabetzki (ur. 4 czerwca 1915 w Düsseldorfie, zm. 21 czerwca 2000, tamże) – jeden z założycieli niemieckiego związku hokeja na lodzie (Deutscher Eishockey-Bund) w 1963 roku. W 1965 był inicjatorem rozgrywania Pucharu Europy w hokeju na lodzie. W 1966 został wybrany na członka Międzynarodowej Federacji hokeja na lodzie, a w 1975 został wybrany na prezydenta IIHF. Funkcję tę pełnił do 1994 roku. 

## Wyróżnienia
- Hockey Hall of Fame: 1995
- Galeria Sławy IIHF: 1997